# Lucão (calciatore 1991)
Lucas Vinicius Gonçalves Silva, meglio noto come Lucão (Brasilia, 14 settembre 1991), è un calciatore brasiliano, attaccante dell'Hải Phòng.

## Caratteristiche tecniche
È un centravanti.

## Carriera
Ha esordito in Série A il 3 settembre 2019 disputando con il Fluminense l'incontro perso 1-0 contro l'Avaí

## Palmarès

### Club

#### Competizioni statali
- Campionato Sergipano: 2

Sergipe: 2013, 2016
- Campionato Goiano: 1

Goiás: 2018

#### Competizioni nazionali
- Kuwait Premier League: 1

Al-Kuwait: 2018-2019
- Kuwait Crown Prince Cup: 1

Al-Kuwait: 2018-2019
- Kuwait Emir Cup: 1

Al-Kuwait: 2019
- Supercoppa del Vietnam: 1

Hà Nội: 2022